# Antonio Fanzaresi
Antonio Fanzaresi, né le 13 octobre 1700 à Forlì – mort le 25 février 1772 dans la même ville, est un peintre italien de l’école de Forlì.

## Œuvres
- La morte di Sant'Anna
- Tentazioni di San Benedetto, Martirio di Santa Reparata, San Benedetto e due santi in adorazione dell'Eucarestia
- S. Romualdo genuflesso
- San Francesco d'Assisi mentre riceve le stimmate
- Crocifisso con due Santi